# Pteronotus fulvus
Pteronotus fulvus és una espècie de ratpenat de la família dels mormoòpids. El seu àmbit de distribució s'estén des de Mèxic i Belize fins a Hondures i El Salvador i s'encavalca parcialment amb el del ratpenat d'esquena nua de Suapure (P. gymnonotus). Pesa aproximadament 7 g. És parasitat pel trematode Tremajoannes buckleyi. El seu nom específic, fulvus, significa 'bru' en llatí.